# Campionats del món de ciclocròs de 1957
Els Campionats del món de ciclocròs de 1957 foren la vuitena edició dels mundials de la modalitat de ciclocròs i es disputaren el 23 de febrer de 1957 a Edelare, Bèlgica. La competició consistí en una única cursa masculina.

## Resultats
| Prova                | Or                       | Or         | Plata                            | Plata    | Bronze                   | Bronze   |
| Cursa elit masculina | André Dufraisse · França | 1h 17' 53" | Firmin Van Kerrebroeck · Bèlgica | + 1' 11" | Georges Meunier · França | + 2' 04" |

## Classificació de la prova masculina elit
| Pos. | Ciclista               | País      | Temps      |
| ---- | ---------------------- | --------- | ---------- |
|      | André Dufraisse        | França    | 1h 17' 53" |
|      | Firmin Van Kerrebroeck | Bèlgica   | + 1' 11"   |
|      | Georges Meunier        | França    | + 2' 04"   |
| 4    | Graziano Pertusi       | Itàlia    | + 2' 54"   |
| 5    | René De Rey            | Bèlgica   | + 3' 58"   |
| 6    | Albert Meier           | Suïssa    | + 4' 25"   |
| 7    | Rolf Wolfshohl         | RFA       | + 4' 48"   |
| 8    | Pierre Jodet           | França    | + 4' 56"   |
| 9    | Jean Schmit            | Luxemburg | + 5' 14"   |
| 10   | Roger De Clercq        | Bèlgica   | + 5' 19"   |

## Medaller
| Posició | País    | Or | Plata | Bronze | Total |
| 1       | França  | 1  | 0     | 1      | 2     |
| 2       | Bèlgica | 0  | 1     | 0      | 1     |